# Molí de Vilalta
El molí de Vilalta és un molí fariner de Santa Maria de Merlès (Berguedà) inclòs a l'Inventari del Patrimoni Arquitectònic de Catalunya.

## Descripció
Construcció de planta rectangular coberta a dues vessants i amb el carener paral·lel a la façana, orientada a migdia. Les finestres són de petites dimensions i estan concentrades a la façana de migdia. El nucli central del molí és envoltat de construccions de planta rectangular que acollien les pallisses, corts i magatzems de gra. El molí fariner s'amplià notablement al segle xix en convertir-se en serradora.

## Història
El lloc de Vilalta és documentat des de la Baixa Edat Mitjana com una de les possessions dels senyors de la Portella. Els molins eren situats al peu de la riera de Merlès i aprofitaven també l'aigua del petit rierol de Regatell o de Vilalta. L'any 1718 consten al capbreu del baró de la Portella com a molí fariner i molí draper (antigament farga) situats en un mateix casal, confessant tres moles, un casal, una resclosa i un rec. El cens anual era d'un capó per molí fariner i 11 lliures per molí draper, cens que s'havia de pagar per Nadal.